# Даниеле Ругани
Даниеле Ругани е италиански футболист, играещ като защитник в нидерландския отбор Аякс.

## Клубна кариера

### Ювентус
На 1 юли 2015 г. се присъединява към отбора на Ювентус.

## Успехи
Ювентус
- Серия А – 2016, 2017, 2018, 2019, 2020
- Купа на Италия – 2016, 2017, 2018, 2024
- Суперкупа на Италия – 2015, 2018